# Modisimus signatus
Modisimus signatus is een spinnensoort uit de familie trilspinnen (Pholcidae). De soort komt voor op Puerto Rico.